# LET'S GO JUMP☆
「LET'S GO JUMP☆」（レッツ ゴー ジャンプ）は、2018年8月1日にワーナーミュージック・ジャパンから発売された尾崎由香の1stシングル。

## 概要
NHK Eテレテレビアニメ『少年アシベ GO! GO! ゴマちゃん』第3期（第65話 - 第96話）オープニングテーマ。
初回限定盤には「LET'S GO JUMP☆」のMV、および同楽曲のメイキング映像が収録されたDVDと撮り下ろしアナザージャケット3種ランダム(全10種)が封入される。
なお、初回限定盤に付属するDVDに収録されている「LET'S GO JUMP☆」のMVとメイキング映像は全編にわたり、沖縄で収録されたものとなっている。

## 収録曲

### 初回限定盤
1. LET'S GO JUMP☆
  - 作詞・作曲・編曲：後藤康二（ck510）[4]
2. 僕のタイムマシン
  - 作詞：清浦夏実（TWEEDEES）・沖井礼二（TWEEDEES）、 作曲・編曲：沖井礼二（TWEEDEES）[4]
3. LET'S GO JUMP☆（Instrumental）
4. 僕のタイムマシン（Instrumental）

#### 初回限定盤付属DVD
1. LET'S GO JUMP☆（Music Video）
2. LET'S GO JUMP☆（メイキング映像）

### 通常盤
1. LET'S GO JUMP☆
2. ハートビート・サイレン
  - 作詞・作曲・編曲：buzzG[4]
3. LET'S GO JUMP☆（Instrumental）
4. ハートビート・サイレン（Instrumental）

## 解説
これまでキャラクターソングを歌ってきた尾崎は、楽曲提供側から最初に歌い方の方向性を「等身大の女性として」と言われた。その感覚を掴むのには時間を要して大変だったという。
LET'S GO JUMP☆
後藤は曲作りのコンセプトとして、『少年アシベ GO! GO! ゴマちゃん』の曲として放送される1コーラスは作品のほのぼの感・視聴者の子どもたちを意識し、2番以降は作品を意識しつつも「等身大の尾崎由香」を出そうと思ったという。尾崎は、「子どもたちに楽しく聴いてほしい」「アニメの世界観に入り込めるような曲」と意識して歌った。歌声を聴いた後藤は「とにかくラブリー＆キュート」と評価した。
僕のタイムマシン
尾崎はこの曲を作る際の参考にいろいろな曲を聴く中で渋谷系のバンドCymbalsの曲を気に入り「ぜひこういう感じの曲を歌いたいです」と希望した。担当ディレクターもCymbalsが好きだったことで、同バンドで作曲等を担当していた沖井に依頼が入った。尾崎は本人に作曲してもらえるということで喜んだ。
沖井は「Cymbalsっぽいもの」というオーダーを受け、自分の曲を聴き直し、分析・掘り起こし作業をおこなった上で、時代に合わせてアップデートした。Cymbals風にしつつ、当時よりもアップテンポになっている。
作詞の清浦は、沖井がCymbalsの楽曲を思い出そうとしているのを見て「タイムマシンがあったら」とふと口にしたときテーマにしようと思い、その上で尾崎に合わせた歌詞をつくった。曲のタイトルを決定したのは沖井で、自身の音楽活動に影響を受けたバンドであるザ・コレクターズの曲「僕の時間機械（タイムマシーン) 」をオマージュしている。
ハートビート・サイレン
buzzGは、「寂しいムードのギターロック」というオーダーを受け、「LET’S GO JUMP☆」が明るい曲なのでこちらでは「影の部分」を表現しようとした。尾崎が歌う際には「エモい」を連呼して、エモさとかっこよさを追求するようにした。
尾崎は「こういうカッコいい尾崎由香もいる」ということを伝えたいと思った。この曲ではかなり素に近い声になっている。この曲を歌うと、ファンなどからは「エモい」と言われるという。

## リリース日一覧
| 地域 | リリース日   | レーベル                       | 規格                 | カタログ番号                                                       |
| ---- | ------------ | ------------------------------ | -------------------- | ------------------------------------------------------------------ |
| 日本 | 2018年8月1日 | ワーナーミュージック・ジャパン | CDマキシシングル+DVD | WPZL-31482〜3（初回限定盤）                                        |
| 日本 | 2018年8月1日 | ワーナーミュージック・ジャパン | CDマキシシングル     | WPCL-12911（通常盤）                                               |
| 日本 | 2018年8月1日 | ワーナーミュージック・ジャパン | ダウンロードシングル | なし（通常版 LC-AAC・44.1kHz/16bit、ハイレゾ版・FLAC 48kHz/24bit） |